# 因吉蒙迪尔·因吉蒙达松
因吉蒙迪尔·因吉蒙达松（1980年1月29日—），冰岛男子手球运动员。他曾代表冰岛国家队参加2008年和2012年夏季奥林匹克运动会手球比赛，其中2008年奥运会获得一枚银牌。